# Xact bear
Xact bear er et svensk såkaldt "Exchange Traded Fund" (ETF), prisat i svenske kronor. 
Dette finansielle produkts pris udvikler sig omtrentligt som 150% af ændringen i det svenske OMXS30 index, med modsat fortegn. Med andre ord vil en ejer af xact bear typisk tjene penge, når de svenske aktier falder, og tabe, når de stiger.
Xact bear har været populær som investering de senere år og beskattes som kapitalindkomst, jfr. en henstilling fra Skatterådet i 2010 (Se link nedenfor).